# Militärbiscuit

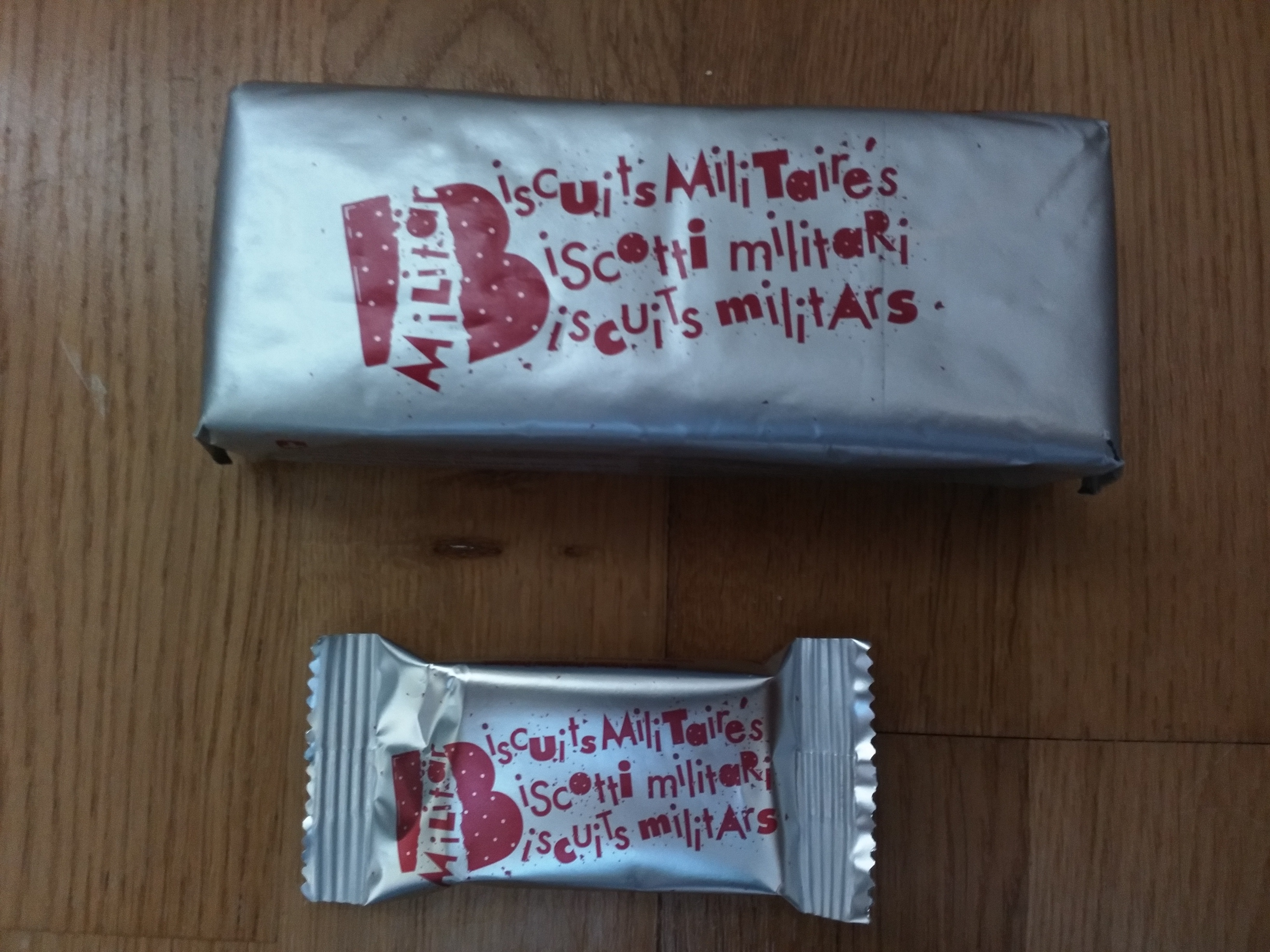
Militärbiscuits Standardverpackung und Kleinpackung

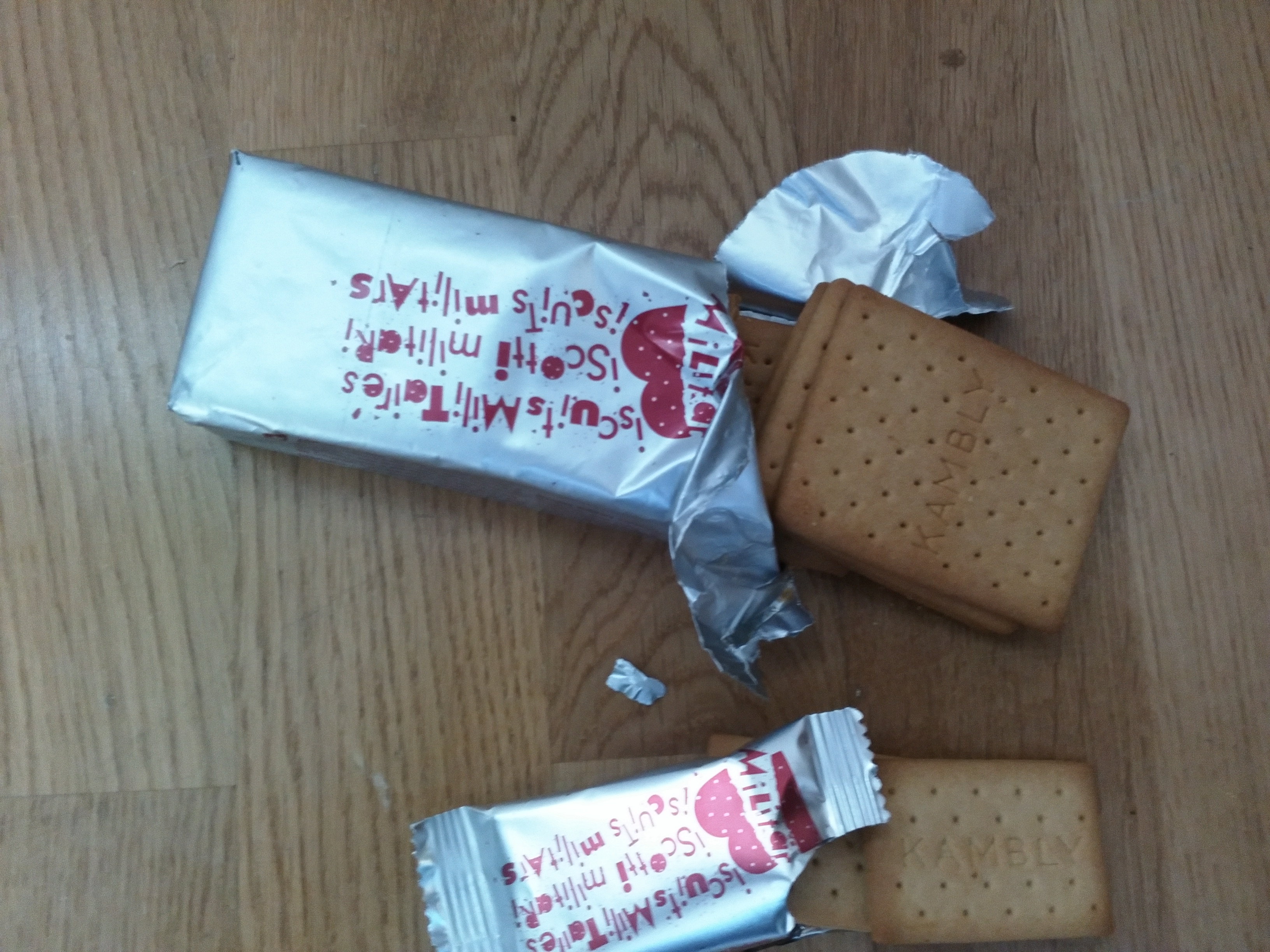
Offene Verpackung

Das Militärbiscuit (französisch biscuits militaires, italienisch biscotti militari, rätoromanisch biscuits militars) ist ein Verpflegungsbestandteil der Schweizer Armee.

## Geschichte
Oscar J. Kambly, Unternehmenseigner der zweiten Generation der Kambly SA, entwickelte 1959 das Rezept für das geschmacksneutrale Gebäck. Es sollte den als Bundesziegel bekannten Militärzwieback ablösen und den Soldaten sowohl zu Käse, Wurst als auch zu Schokolade schmecken. Zudem sollte es mindestens drei Jahre lang haltbar sein.
Die Armee verteilt seit 1959 jährlich rund eine Million Portionen an Soldaten. Die Militärbiscuits sind auch bei der Zivilbevölkerung beliebt.
Immer mehr Private handelten mit den Militärbiscuits, was das VBS zuerst unterbinden wollte, weil der Handel mit Armeeproviant verboten ist. Dies ist auch auf der Verpackung vermerkt. Doch seit 2010 darf Kambly, immer noch ein Hersteller von Militärbiscuits, diese auch an Grossverteiler verkaufen. Die Verpackung muss sich dabei von jener der für das Militär produzierten Militärbiscuits unterscheiden.
Seit 2009 werden die Militärbiscuits zudem zusammen mit der Militärschokolade in einer Geschenkbox mit Widmung des Chefs der Armee an die Soldaten verteilt, die ihre Militärdienstpflicht erfüllt haben. 25‘000 solche Geschenkboxen umfasst die wiederkehrende Jahresproduktion für eine Jahrgangsentlassung schweizweit.

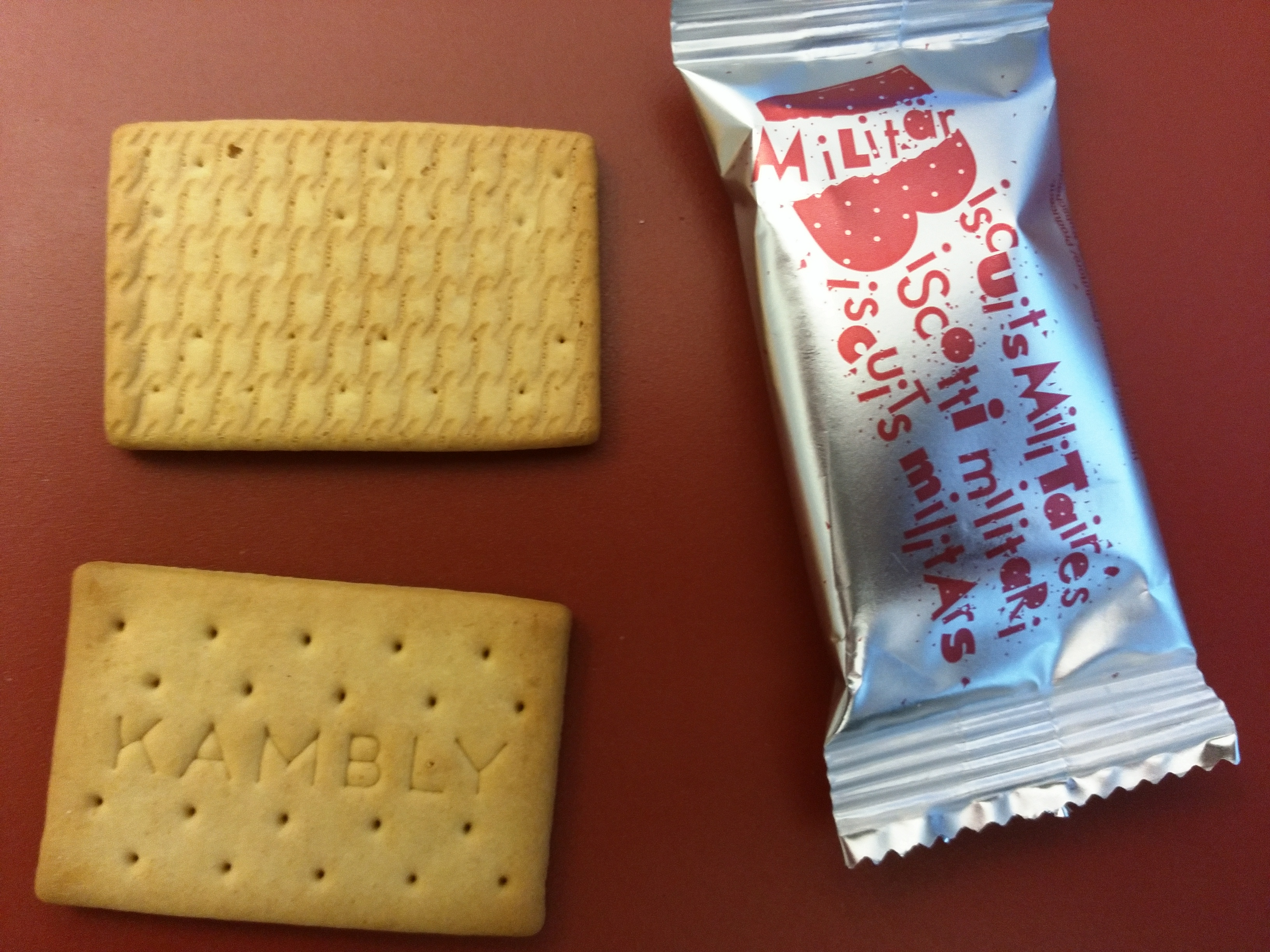
Militärbiscuits in kleiner Verpackung

Neben der Standardverpackung gibt es das Militärbiscuit auch als Give-away mit zwei Stück verpackt zu 9 g.

## Zutaten und Nährwert
Zutaten
Weizenmehl, Kartoffelstärke, Palmkernfett, Traubenzucker, Zucker, Magermilchpulver, Gerstenmalzextrakt, Backtriebmittel (Natriumhydrogencarbonat, Ammoniumhydrogencarbonat), Salz
Nährwert
1.880 kJ (= 450 kcal) pro 100 Gramm